# U.S. National Championships 1891
Gli U.S. National Championships 1891 (conosciuti oggi come US Open) sono stati la 11ª edizione degli U.S. National Championships e terza prova stagionale dello Slam per il 1891. Il torneo maschile si è disputato al Newport Casino di Newport, quello femminile e il doppio misto al Philadelphia Cricket Club di Filadelfia, negli Stati Uniti.
Il singolare maschile è stato vinto dallo statunitense Oliver Campbell, che si è imposto sul connazionale Clarence Hobart in cinque set col punteggio di 2–6, 7–5, 7–9, 6–1, 6–2. Il singolare femminile è stato vinto dall'irlandese Mabel Cahill, che ha battuto in finale in cinque set la statunitense Ellen Roosevelt. Nel doppio maschile si sono imposti Oliver Campbell e Bob Huntington. Nel doppio femminile hanno trionfato Mabel Cahill e Emma Leavitt Morgan. Nel doppio misto la vittoria è andata a Mabel Cahill, in coppia con M. R. Wright.

## Seniors

### Singolare maschile
Oliver Campbell ha battuto in finale  Clarence Hobart con il punteggio di 2–6, 7–5, 7–9, 6–1, 6–2.

### Singolare femminile
Mabel Cahill ha battuto in finale  Ellen Roosevelt  con il punteggio di 6–4, 6–1, 4–6, 6–3.

### Doppio maschile
Oliver Campbell /  Bob Huntington hanno battuto in finale  Valentine Hall /  Clarence Hobart con il punteggio di 6–3, 6–4, 8–6.

### Doppio femminile
Mabel Cahill /  Emma Leavitt Morgan hanno battuto in finale  Grace Roosevelt /  Ellen Roosevelt con il punteggio di 2–6, 8–6, 6–4.

### Doppio misto non ufficiale
Mabel Cahill /  M. R. Wright hanno battuto in finale  Grace Roosevelt /  C. T. Lee con il punteggio di 6–4, 6–0, 7–5.